# San Marino CEPU Open 2010
Il San Marino CEPU Open 2010 è un torneo professionistico di tennis maschile giocato sulla terra rossa, che faceva parte dell'ATP Challenger Tour 2010. Si è giocato a San Marino nella Repubblica di San Marino dal 2 all'8 agosto 2010.

## Partecipanti

### Teste di serie
| Nazionalità | Giocatore              | Ranking* | Testa di serie |
| ----------- | ---------------------- | -------- | -------------- |
| Italia      | Potito Starace         | 64       | 1              |
| Belgio      | Olivier Rochus         | 66       | 2              |
| Spagna      | Pere Riba              | 73       | 3              |
| Portogallo  | Frederico Gil          | 83       | 4              |
| Argentina   | Carlos Berlocq         | 101      | 5              |
| Italia      | Simone Bolelli         | 109      | 6              |
| Italia      | Filippo Volandri       | 110      | 7              |
| Francia     | Édouard Roger-Vasselin | 115      | 8              |

- Ranking al 26 luglio 2010.

### Altri partecipanti
Giocatori che hanno ricevuto una wild card:
- Daniele Bracciali
- Flavio Cipolla
- Matteo Trevisan
- Diego Zonzini

Giocatori che hanno ricevuto uno special Exempt:
- Leonardo Tavares

Giocatori passati dalle qualificazioni:
- Andrea Arnaboldi
- Nikola Ćirić
- Janez Semrajč
- Adelchi Virgili

## Campioni

### Singolare
Robin Haase ha battuto in finale  Filippo Volandri con il punteggio di 6–2, 7–6(8).

### Doppio
Daniele Bracciali /  Lovro Zovko hanno battuto in finale  Yves Allegro /  James Cerretani con il punteggio di 3–6, 6–2, [10–5].